# Leptataspis rutilans
Leptataspis rutilans är en insektsart som först beskrevs av Butler 1874.  Leptataspis rutilans ingår i släktet Leptataspis och familjen spottstritar. Inga underarter finns listade i Catalogue of Life.